# Sandra Abd'Allah-Alvarez Ramírez
Sandra Abd'Allah-Alvarez Ramírez (Havana, 12 de setembro de 1973) é uma escritora, editora e ensaísta cubana. Ela atua tanto em Cuba quanto na Alemanha como ativista pelos direitos das mulheres, afrodescendentes e, em particular, afro-cubanos, e LGBT. Seu ativismo está particularmente focado em melhorar a representação de afro-cubanas, mulheres cubanas de ascendência africana. Ela mora alternadamente em Havana e Hanôver.

## Início de vida e educação
Ramírez se formou na Universidade de Havana em 1996 em psicologia. Em seguida, frequentou o Instituto Internacional de Periodismo José Martí, obtendo um diploma em estudos de gênero e comunicação, e em 2008 obteve um mestrado em estudos de género no Instituto. A partir da dissertação de mestrado desenvolveu o ensaio Relectura de la obra cinematográfica de Sara Gómez desde la teoría feminista, que recebeu menção honrosa no concurso de redação do Centro Félix Varela de Havana.

## Carreira
Durante 10 anos, Alvarez foi editora do site Cubaliteraria, operado pelo Instituto Cubano del Libro.
Em 2006, Alvarez fundou o blogue Negra Cubana Tenía que ser ("Tinha que ser uma mulher negra cubana"). O nome do blogue é uma brincadeira com "negra(o) tenía que ser", um ditado cubano que se refere à experiência de racismo da comunidade afro-cubana. O objetivo declarado do blogue é corrigir o preconceito da mídia em que os afro-cubanos e particularmente as afro-cubanas são sub-representados na mídia cubana, e desafiar o racismo, sexismo e homofobia na mídia cubana. O blogue inclui críticas substanciais da mídia, por exemplo, publicação de artigos em resposta a anúncios que empregam objetificação. O blogue também tem como foco a representação de cubanos LGBT. Negra Cubana Tenía que ser foi eleito no BOB Awards 2014 na categoria Melhor do Ativismo Online.
Alvarez é também o fundadora e gerente do Directorio de Afrocubanas, que publica pequenas biografias de afro-cubanas que desempenharam um papel significativo na história, sociedade ou cultura cubana. O diretório também funciona como um meio de comunicação ou enciclopédia, às vezes postando atualizações sobre mulheres afro-cubanas bem conhecidas.
Em 2015, Alvarez cofundou a revista Azúcar & Kalt, a primeira revista em língua espanhola em Hannover. Ela também trabalhou extensivamente como jornalista, escrevendo regularmente para vários meios de comunicação impressos e online.